# Santuario del Señor de los Rayos
El Santuario del Señor de los Rayos es un templo religioso de culto católico, bajo la advocación del Señor de los Rayos. Se encuentra ubicado en el norte del estado de Jalisco, en el poblado de Temastián de Julián Hernández. Este Santuario es uno de los más visitados del estado, tiene dos fiestas al año: la primera es del 3 al 12 de enero, mes donde se muestra una gran concurrencia de peregrinos y feligreses; así como la fiesta de la Ascensión del Señor que suele ser 40 días después del domingo de resurrección.

## Historia
Sobre el origen de la escultura se han ocupado varios autores, entre ellos el canónigo Luis Enrique Orozco y el padre Nicolás Valdés Huerta. De lo afirmado por ambos se puede concluir que el Cristo de Temastián está hecho de madera tan resistente que ha soportado el paso de los siglos. Data del siglo XVI y su manufactura corresponde al Taller de Pátzcuaro, en Michoacán. Aunque no hay constancia sobre el tiempo y modo en que esta imagen fue llevada a Temastián, todo indica que fue obra de los padres franciscanos de la Custodia de Zacatecas, quienes en 1591 establecieron un Centro de Evangelización en Colotlán, mismo que comprendía, entre otras doctrinas, la de Temastián. La fundación cristiana fue hecha por fray Juan Gómez entre 1592 y 1600.

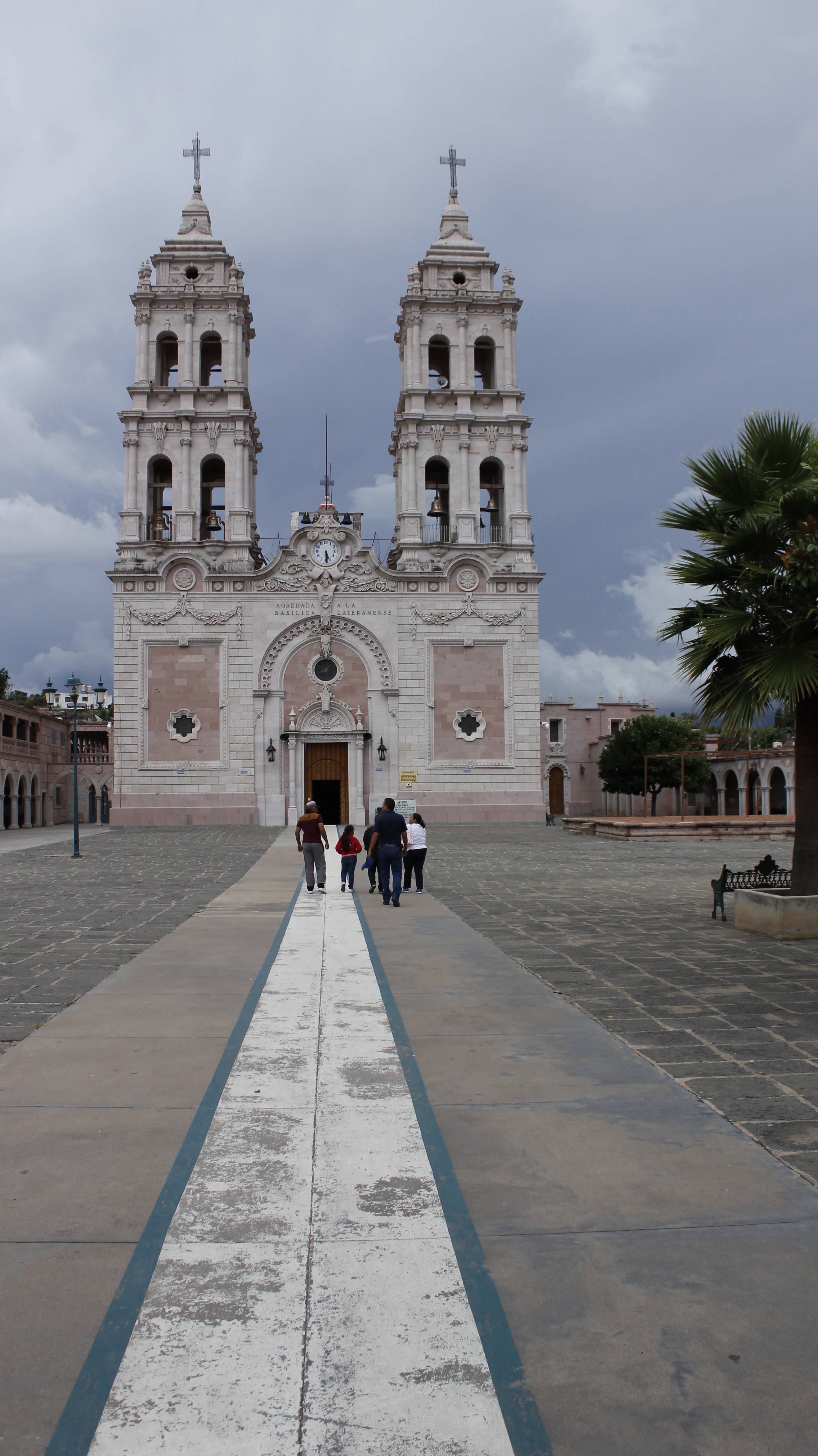
Templo de Temastián

Acerca del nombre dado al Cristo, cabe decir que en un principio y durante siglos se le llamó “Señor del Rayo”, porque estando los frailes predicando a los indios debajo de un mezquite, cayó sobre la imagen una centella, pero ésta no hizo daño alguno a la escultura, sólo a su cruz de madera, misma que aún se conserva en la Capilla del Santísimo en Temastián con las huellas que dejó aquella descarga. A principios del siglo XVII, el Señor del Rayo contaba ya con una pequeña capilla. Más tarde se construiría una capilla más sólida, que habría sido destruida por una granizada a fines del siglo XIX, según informe del jefe político de Colotlán.
Fue hasta el año de 1922, cuando el capellán y benefactor, Pbro. Julián Hernández Cueva se dio a la tarea de levantar el nuevo templo, dedicado al Señor de los Rayos. Los trabajos duraron 12 años, hasta el 11 de enero de 1934, el santuario fue solemnemente bendecido. En 1947 se concluyó la cúpula y poco más tarde la decoración y el embellecimiento de todo el recinto, el atrio y el jardín.
Origen del Nombre
Basado en las leyendas, de las cuales tal vez la más popular es la que dice que en una ocasión al Cristo crucificado le cayó un rayo que no lo dañó. Hay quienes afirman que hace muchos años, en esa región caían muchos rayos, pero que cuando llegó la imagen del Crucificado, el fenómeno cesó. Dichos relatos son muy variados en su contenido y su desenlace y no faltan aquellos que dan interpretaciones más profundas como la que al Cristo se le llama así por los rayos de luz que iluminan a los creyentes cuando su devoción es auténtica. No faltan los escépticos que aseguran que el sobrenombre se debe a los tres grupos de siete rayos que forman la corona del Cristo.
Ahora bien, los datos históricos y algunas leyendas asentadas en el libro Historia de la Venerable Imagen del Señor de los Rayos, escrito por el canónigo Luis Enrique Orozco, aseguran que originalmente a la imagen se le conocía como El Señor del Rayo hasta que, durante una tempestad que se abatió sobre un grupo de misioneros que estaban impartiendo la doctrina bajo un mezquite, un rayo cayó sobre la imagen, que no sufrió daño alguno, sólo la cruz, que por cierto se conserva en el altar principal, quedó rajada.

## Descripción del edificio

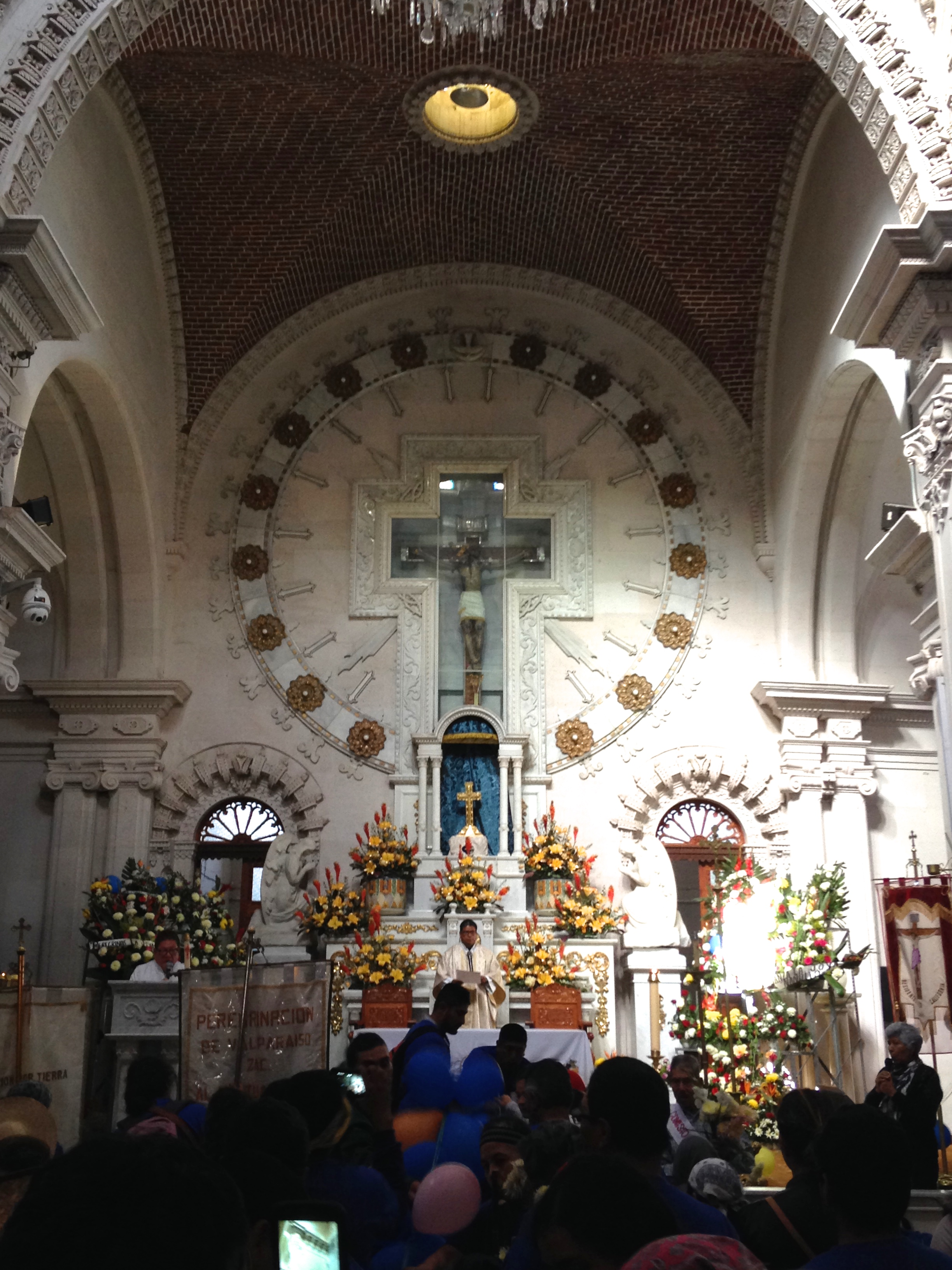
Altar Mayor

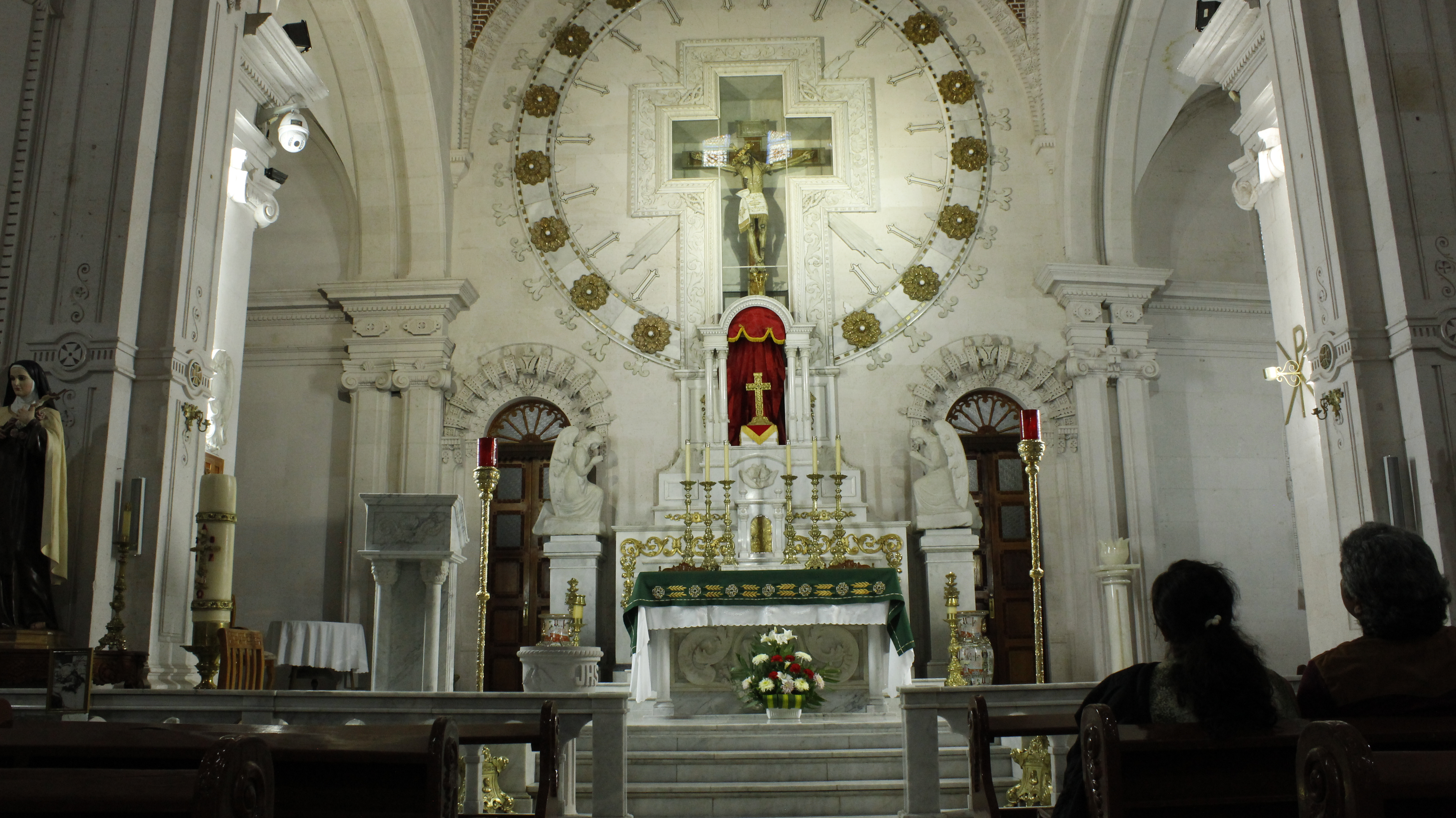
Pareja orando en el interior del templo de Temastián

El Santuario del Señor de los Rayos es de cantera blanca, morada y ocre. En primer plano tiene una espaciosa plaza central, separada del atrio por un enverjado de cantera, rematado con pilastras coronadas por almenas.
La fachada frontal de la iglesia es sencilla, con una portada de dos arcos de medio punto. En el centro del arco menor está la puerta de entrada al recinto y sobre él el arco mayor, en cuya parte superior aparece la inscripción: "AGREGADA A LA BASÍLICA LATERANENSE", haciendo alusión a la basílica de San Juan de Letrán, en Roma. En ambos lados de la portada se levantan campanarios simétricos de forma cuadrangular, con ventanales, al cuatro por cada cara, y remates chapitelados.
La cúpula, por su parte, cuenta con un tambor de vitrales, rodeado de columnas de cantera que sostienen un friso terminado con elegantes almenas. El cimborrio está acabado con la tradicional linternilla, con su cupulino que remata en la cruz respectiva. El interior del santuario es suntuoso, con labrados de filigrana en la cantera. La cúpula corona la nave del templo, dividiéndolo en dos cruceros y presbiterio, para dar la forma de Cruz Latina, propia de las construcciones de la época. El altar mayor tiene un diseño muy original enmarcado por el retablo compuesto de un ancho círculo de cantera. El altar en sí es sencillo. Consta de la mesa y dos gradas que llevan al frente el mismo adorno de cornucopias, como se ve en la hornacina del crucifijo. A los dos costados, hay sendos ángeles de mármol en actitud de franca adoración.

## Festividades

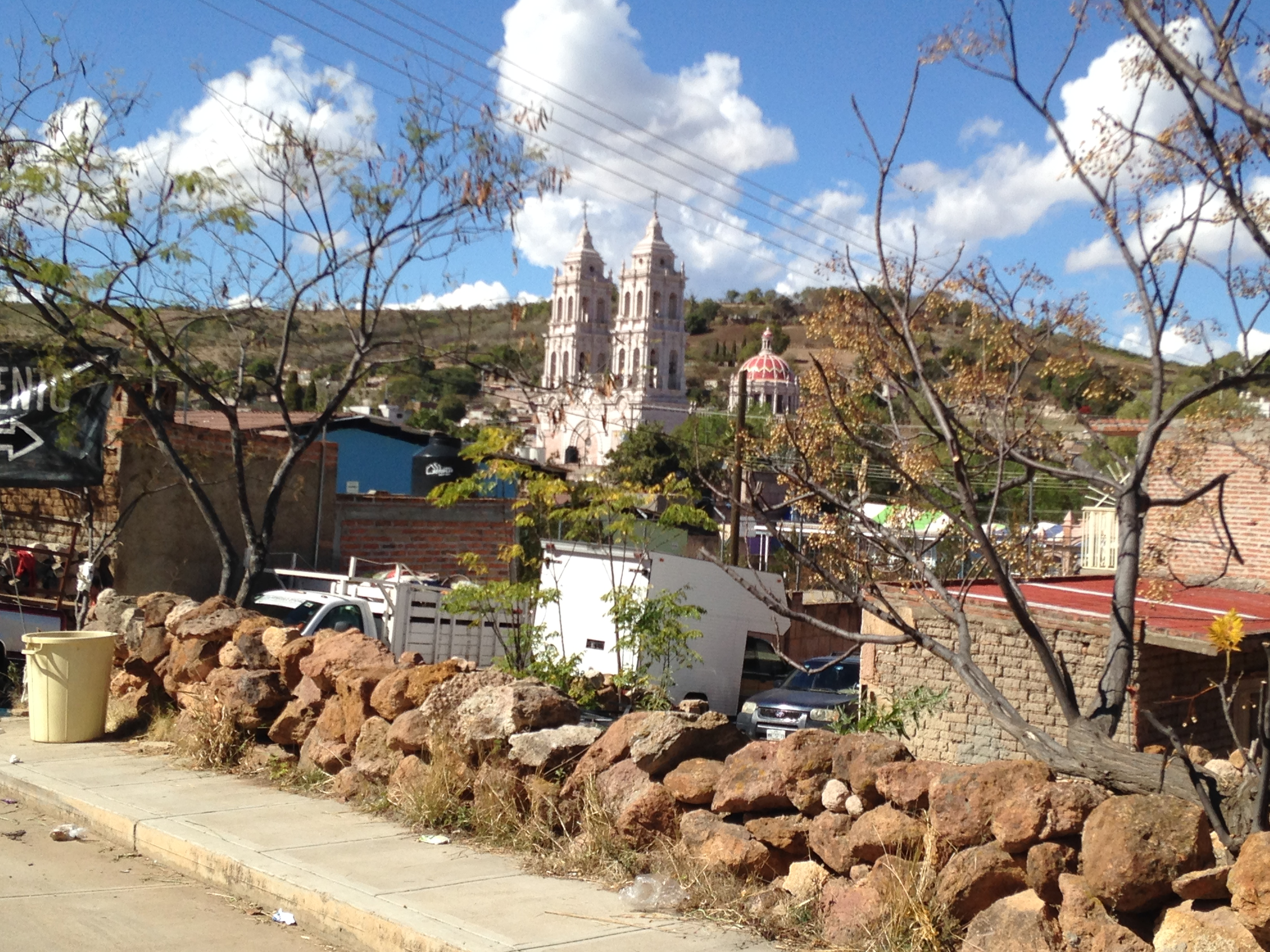
Santuario a la lejanía

Las fiestas tradicionales se llevan a cabo el domingo de la Ascensión y el 12 de enero. En esas fechas, la multitud es tal que las misas se tienen que celebrar al aire libre, en el atrio, pues el templo no puede dar cabida a tantos feligreses. En esos días abundan los vendedores que ofrecen alimentos, veladoras y artículos religiosos. El resto del tiempo, el santuario es tranquilo.

### Peregrinaciones
En cuanto a la devoción al Señor del Rayo, los indígenas se encariñaron pronto de él, por considerar que los protegía de los rayos, frecuentes en la región. De ahí que le empezaran a llamar Señor de los Rayos, en vez del Rayo. Hacia 1740, era importante en la región el culto al Señor del Rayo. En el siglo XIX y hasta el arribo del padre Julián Hernández, la imagen contaba con devotos desde la Sierra de Morones hasta Nayarit, en sentido oriente-poniente, y desde Monte Escobedo hasta El Teúl, en el Norte-Sur.
Posteriormente, la devoción se extendió a distintas regiones del país e incluso al extranjero, pues al fundarse la Pía Unión del Señor de los Rayos, el 29 de agosto de 1925, llegó a tener fieles devotos en Estados Unidos, España y América del Sur, hasta la Argentina, entre ellos 36 obispos y más de 100 sacerdotes. Hay algunos devotos que prefieren venir en automóvil para una rápida visita, mientras no pocos tardan hasta tres o más días en su travesía a pie desde lugares tan remotos como Valparaíso, en Zacatecas o Aguascalientes.